# 미국의 종합대학 목록
다음은 미국의 종합대학 목록이다. 미국의 종합대학은 크게 두 분류로 나뉜다. 이 분류는 카네기 분류 연구소에서 정의한다.

## 초고도화형 연구 대학
연구 초고도화형 대학(Doctoral Universities – Very high research activity), 일명 R1 그룹이라 불리는 이 대학들은 미국의 종합대학중 연구 활동이 가장 왕성한 기관들이다. 다음은 2019년 기준, 카네기 분류 연구소에서 지정한 R1 그룹 대학 일람이다.
| 교명                           | 유형 | 지역               | 비고       |
| ------------------------------ | ---- | ------------------ | ---------- |
| 네바다 대학교 라스베이거스     | 주립 | 네바다주           |            |
| 네바다 대학교 리노             | 주립 | 네바다주           |            |
| 네브래스카 대학교 링컨         | 공립 | 네브래스카주       |            |
| 노스웨스턴 대학교              | 사립 | 일리노이주         |            |
| 노스이스턴 대학교              | 사립 | 매스추세츠주       |            |
| 노스캐롤라이나 대학교 채플힐   | 주립 | 노스캐롤라이나주   |            |
| 노스캐롤라이나 주립 대학교     | 주립 | 노스캐롤라이나주   |            |
| 노스 텍사스 대학교             | 주립 | 텍사스주           |            |
| 노터데임 대학교                | 사립 | 인디애나주         |            |
| 뉴멕시코 대학교                | 주립 | 뉴멕시코주         |            |
| 뉴욕 대학교                    | 사립 | 뉴욕주             |            |
| 뉴욕주립대학교 대학원          | 공립 | 뉴욕주             |            |
| 뉴저지 공과대학교              | 공립 | 뉴저지주           |            |
| 뉴햄프셔 대학교                | 주립 | 뉴햄프셔주         |            |
| 다트머스 대학교                | 사립 | 뉴햄프셔주         | 아이비리그 |
| 델라웨어 대학교                | 공립 | 델라웨어주         |            |
| 듀크 대학교                    | 사립 | 노스캐롤라이나주   |            |
| 드렉셀 대학교                  | 사립 | 펜실베니아주       |            |
| 라이스 대학교                  | 사립 | 텍사스주           |            |
| 러트거스 대학교                | 주립 | 뉴저지주           |            |
| 렌슬리어 공과대학교            | 사립 | 뉴욕주             |            |
| 로체스터 대학교                | 사립 | 뉴욕주             |            |
| 루이빌 대학교                  | 주립 | 켄터키주           |            |
| 루이지애나 주립 대학교         | 주립 | 루이지애나주       |            |
| 마이애미 대학교                | 사립 | 플로리다주         |            |
| 매사추세츠 공과대학교          | 사립 | 매사추세츠주       |            |
| 매사추세츠 대학교 애머스트     | 주립 | 매사추세츠주       |            |
| 메릴랜드 대학교                | 주립 | 메릴랜드주         |            |
| 몬태나 주립 대학교             | 주립 | 몬태나주           |            |
| 미네소타 대학교                | 공립 | 미네소타주         |            |
| 미시간 대학교                  | 공립 | 미시간주           |            |
| 미시간 주립 대학교             | 주립 | 미시간주           |            |
| 미시시피 대학교                | 공립 | 미시시피주         |            |
| 미시시피 주립 대학교           | 주립 | 미시시피주         |            |
| 미주리 대학교                  | 주립 | 미주리주           |            |
| 밴더빌트 대학교                | 사립 | 테네시주           |            |
| 버지니아 공과대학교            | 주립 | 버지니아주         |            |
| 버지니아 대학교                | 공립 | 버지니아주         |            |
| 버지니아 커먼웰스 대학교       | 주립 | 버지니아주         |            |
| 버팔로 대학교                  | 주립 | 뉴욕주             |            |
| 보스턴 대학교                  | 사립 | 매사추세츠주       |            |
| 보스턴 칼리지                  | 사립 | 매사추세츠주       |            |
| 브라운 대학교                  | 사립 | 로드아일랜드주     | 아이비리그 |
| 브랜다이스 대학교              | 사립 | 매사추세츠주       |            |
| 빙엄턴 대학교                  | 주립 | 뉴욕주             |            |
| 사우스캐롤라이나 대학교        | 공립 | 사우스캐롤라이나주 |            |
| 사우스 플로리다 대학교         | 주립 | 플로리다주         |            |
| 서던 미시시피 대학교           | 공립 | 미시시피주         |            |
| 서던캘리포니아 대학교          | 사립 | 캘리포니아주       |            |
| 스탠퍼드 대학교                | 사립 | 캘리포니아주       |            |
| 스토니브룩 대학교              | 주립 | 뉴욕주             |            |
| 시러큐스 대학교                | 사립 | 뉴욕주             |            |
| 시카고 대학교                  | 사립 | 일리노이주         |            |
| 신시내티 대학교                | 공립 | 오하이오주         |            |
| 아이오와 대학교                | 공립 | 아이오와주         |            |
| 아이오와 주립 대학교           | 주립 | 아이오와주         |            |
| 아칸소 대학교                  | 주립 | 아칸소주           |            |
| 애리조나 대학교                | 주립 | 애리조나주         |            |
| 애리조나 주립 대학교           | 주립 | 애리조나주         |            |
| 앨라배마 대학교                | 주립 | 앨라배마주         |            |
| 앨라배마 대학교 버밍엄         | 주립 | 앨라배마주         |            |
| 에모리 대학교                  | 사립 | 조지아주           |            |
| 예일 대학교                    | 사립 | 코네티컷주         | 아이비리그 |
| 오리건 대학교                  | 주립 | 오리건주           |            |
| 오리건 주립 대학교             | 주립 | 오리건주           |            |
| 오번 대학교                    | 주립 | 앨라배마주         |            |
| 오클라호마 대학교              | 공립 | 오클라호마주       |            |
| 오클라호마 주립 대학교         | 주립 | 오클라호마주       |            |
| 오하이오 주립 대학교           | 주립 | 오하이오주         |            |
| 올버니 대학교                  | 주립 | 뉴욕주             |            |
| 워싱턴 대학교                  | 주립 | 워싱턴주           |            |
| 워싱턴 대학교 세인트루이스     | 사립 | 미주리주           |            |
| 워싱턴 주립 대학교             | 주립 | 워싱턴주           |            |
| 웨스트버지니아 대학교          | 공립 | 웨스트버지니아주   |            |
| 웨인 주립 대학교               | 주립 | 미시간주           |            |
| 위스콘신 대학교 매디슨         | 주립 | 위스콘신주         |            |
| 위스콘신 대학교 밀워키         | 주립 | 위스콘신주         |            |
| 유타 대학교                    | 주립 | 유타주             |            |
| 인디애나 대학교 블루밍턴       | 주립 | 인디애나주         |            |
| 일리노이 대학교 시카고         | 주립 | 일리노이주         |            |
| 일리노이 대학교 어배너-섐페인  | 주립 | 일리노이주         |            |
| 조지 메이슨 대학교             | 공립 | 버지니아주         |            |
| 조지아 공과대학교              | 주립 | 조지아주           |            |
| 조지아 대학교                  | 공립 | 조지아주           |            |
| 조지아 주립 대학교             | 주립 | 조지아주           |            |
| 조지 워싱턴 대학교             | 사립 | 워싱턴 D.C.        |            |
| 조지타운 대학교                | 사립 | 워싱턴 D.C.        |            |
| 존스 홉킨스 대학교             | 사립 | 메릴랜드주         |            |
| 중앙 플로리다 대학교           | 주립 | 플로리다주         |            |
| 카네기 멜런 대학교             | 사립 | 펜실베니아주       |            |
| 캔자스 대학교                  | 공립 | 캔자스주           |            |
| 캔자스 주립 대학교             | 주립 | 캔자스주           |            |
| 캘리포니아 공과대학교          | 사립 | 캘리포니아주       |            |
| 캘리포니아 대학교 데이비스     | 주립 | 캘리포니아주       |            |
| 캘리포니아 대학교 로스엔젤레스 | 주립 | 캘리포니아주       |            |
| 캘리포니아 대학교 리버사이드   | 주립 | 캘리포니아주       |            |
| 캘리포니아 대학교 버클리       | 주립 | 캘리포니아주       |            |
| 캘리포니아 대학교 샌디에이고   | 주립 | 캘리포니아주       |            |
| 캘리포니아 대학교 샌타바버라   | 주립 | 캘리포니아주       |            |
| 캘리포니아 대학교 샌타크루즈   | 주립 | 캘리포니아주       |            |
| 캘리포니아 대학교 어바인       | 주립 | 캘리포니아주       |            |
| 컬럼비아 대학교                | 사립 | 뉴욕주             | 아이비리그 |
| 케이스 웨스턴 리저브 대학교    | 사립 | 오하이오주         |            |
| 켄터키 대학교                  | 주립 | 켄터키주           |            |
| 코네티컷 대학교                | 공립 | 코네티컷주         |            |
| 코넬 대학교                    | 사립 | 뉴욕주             | 아이비리그 |
| 콜로라도 대학교 덴버           | 공립 | 콜로라도주         |            |
| 콜로라도 대학교 볼더           | 공립 | 콜로라도주         |            |
| 콜로라도 주립 대학교           | 주립 | 콜로라도주         |            |
| 클렘슨 대학교                  | 주립 | 사우스캐롤라이나주 |            |
| 터프츠 대학교                  | 사립 | 매사추세츠주       |            |
| 테네시 대학교                  | 주립 | 테네시주           |            |
| 텍사스 공과대학교              | 공립 | 텍사스주           |            |
| 텍사스 대학교 댈러스           | 주립 | 텍사스주           |            |
| 텍사스 대학교 알링턴           | 주립 | 텍사스주           |            |
| 텍사스 대학교 앨페소           | 주립 | 텍사스주           |            |
| 텍사스 대학교 오스틴           | 주립 | 텍사스주           |            |
| 텍사스 A&M 대학교              | 주립 | 텍사스주           |            |
| 템플 대학교                    | 공립 | 펜실베니아주       |            |
| 툴레인 대학교                  | 사립 | 루이지애나주       |            |
| 퍼듀 대학교                    | 공립 | 인디애나주         |            |
| 펜실베이니아 대학교            | 사립 | 펜실베니아주       | 아이비리그 |
| 펜실베이니아 주립 대학교       | 주립 | 펜실베니아주       |            |
| 프린스턴 대학교                | 사립 | 뉴저지주           | 아이비리그 |
| 플로리다 국제 대학교           | 주립 | 플로리다주         |            |
| 플로리다 대학교                | 주립 | 플로리다주         |            |
| 플로리다 주립 대학교           | 주립 | 플로리다주         |            |
| 피츠버그 대학교                | 공립 | 펜실베니아주       |            |
| 하버드 대학교                  | 사립 | 메사추세츠주       | 아이비리그 |
| 하와이 대학교 마노아           | 공립 | 하와이주           |            |
| 휴스턴 대학교                  | 공립 | 텍사스주           |            |

## 고도화형 연구 대학
연구 고도화형 대학(Doctoral Universities – High research activity), 일명 R2 그룹은 상대적으로 연구 활동이 활발한 대학 집단이다. 다음은 2019년 기준, R2 그룹 소속 대학 일람이다.
| 교명                                         | 유형 | 지역             | 비고 |
| -------------------------------------------- | ---- | ---------------- | ---- |
| 가톨릭대학교                                 | 사립 | 워싱턴 D.C.      |      |
| 갤러댓 대학교                                | 사립 | 워싱턴 D.C.      |      |
| 공군 기술대학원                              | 국립 | 오하이오주       |      |
| 네브래스카 대학교 오마하                     | 공립 | 네브래스카주     |      |
| 노던 애리조나 대학교                         | 공립 | 애리조나주       |      |
| 노던 일리노이 대학교                         | 공립 | 일리노이주       |      |
| 노바 사우스이던 대학교                       | 사립 | 플로리다주       |      |
| 노스다코타 대학교                            | 공립 | 노스다코타주     |      |
| 노스다코타 주립 대학교                       | 주립 | 노스다코타주     |      |
| 노스캐롤라이나 대학교 그린즈버러             | 공립 | 노스캐롤라이나주 |      |
| 노스캐롤라이나 대학교 샬럿                   | 공립 | 노스캐롤라이나주 |      |
| 노스캐롤라이나 대학교 윌밍턴                 | 공립 | 노스캐롤라이나주 |      |
| 노스캐롤라이나 주립 기술과학대학교           | 주립 | 노스캐롤라이나주 |      |
| 뉴멕시코 주립 대학교                         | 주립 | 뉴멕시코주       |      |
| 뉴 스쿨                                      | 사립 | 뉴욕주           |      |
| 뉴올리언스 대학교                            | 공립 | 루이지애나주     |      |
| 뉴욕 주립 대학교                             | 주립 | 뉴욕주           |      |
| 뉴욕 주립대학교 환경과학 및 임학 대학        | 주립 | 뉴욕주           |      |
| 뉴잉글랜드 대학교                            | 사립 | 메인주           |      |
| 데이턴 대학교                                | 사립 | 오하이오주       |      |
| 덴버 대학교                                  | 사립 | 콜로라도주       |      |
| 델라웨어 주립 대학교                         | 주립 | 델라웨어주       |      |
| 듀케인 대학교                                | 사립 | 펜실베니아주     |      |
| 드 폴 대학교                                 | 사립 | 일리노이주       |      |
| 라이트 주립 대학교                           | 주립 | 오하이오주       |      |
| 러트거스 대학교 뉴어크                       | 주립 | 뉴저지주         |      |
| 러트거스 대학교 캠던                         | 주립 | 뉴저지주         |      |
| 로드아일랜드 대학교                          | 공립 | 로드아일랜드주   |      |
| 로완 대학교                                  | 공립 | 뉴저지주         |      |
| 로욜라 대학교 시카고                         | 사립 | 일리노이주       |      |
| 로욜라 메리마운트 대학교                     | 사립 | 캘리포니아주     |      |
| 로체스터 공과대학교                          | 사립 | 뉴욕주           |      |
| 록펠러 대학교                                | 사립 | 뉴욕주           |      |
| 루이지애나 공과대학교                        | 공립 | 루이지애나주     |      |
| 루이지애나 대학교 라피엣                     | 공립 | 루이지애나주     |      |
| 리하이 대학교                                | 사립 | 펜실베니아주     |      |
| 마르케트 대학교                              | 사립 | 위스콘신주       |      |
| 마셜 대학교                                  | 공립 | 웨스트버지니아주 |      |
| 마이애미 대학교                              | 공립 | 오하이오주       |      |
| 머서 대학교                                  | 사립 | 조지아주         |      |
| 메릴랜드 대학교 볼티모어 카운티              | 공립 | 메릴랜드주       |      |
| 메릴랜드 대학교 이던 쇼어                    | 공립 | 메릴랜드주       |      |
| 메사추세츠 대학교 다트머스                   | 공립 | 메사추세츠주     |      |
| 메사추세츠 대학교 로웰                       | 공립 | 메사추세츠주     |      |
| 메사추세츠 대학교 보스턴                     | 공립 | 메사추세츠주     |      |
| 메인 대학교                                  | 공립 | 메인주           |      |
| 멤피스 대학교                                | 공립 | 테네시주         |      |
| 모건 주립 대학교                             | 주립 | 메릴랜드주       |      |
| 몬타나 대학교                                | 주립 | 몬타나주         |      |
| 몽클레어 주립 대학교                         | 주립 | 뉴저지주         |      |
| 미시간 공과대학교                            | 공립 | 미시간주         |      |
| 미주리 과학기술대학교                        | 공립 | 미주리주         |      |
| 미주리 대학교 세인트 루이스                  | 공립 | 미주리주         |      |
| 미주리 대학교 캔자스시티                     | 공립 | 미주리주         |      |
| 버몬트 대학교                                | 공립 | 버몬트주         |      |
| 베일러 대학교]                               | 사립 | 텍사스주         |      |
| 보이시 주립 대학교                           | 공립 | 아이다호주       |      |
| 볼링그린 대학교                              | 공립 | 오하이오주       |      |
| 볼 주립 대학교                               | 주립 | 인디애나주       |      |
| 브리검 영 대학교                             | 사립 | 유타주           |      |
| 빌라보나 대학교                              | 사립 | 펜실베니아주     |      |
| 사우스다코타 대학교                          | 공립 | 사우스다코타주   |      |
| 사우스다코타 주립 대학교                     | 주립 | 사우스다코타주   |      |
| 사우스 앨라배마 대학교                       | 공립 | 앨라배마주       |      |
| 샌디에고 대학교                              | 사립 | 캘리포니아주     |      |
| 샌디에고 주립 대학교                         | 주립 | 캘리포니아주     |      |
| 서던메소디스트 대학교                        | 사립 | 텍사스주         |      |
| 서던 일리노이 대학교                         | 주립 | 일리노이주       |      |
| 세인트 루이스 대학교                         | 사립 | 미주리주         |      |
| 센트럴 미시간 대학교                         | 공립 | 미시간주         |      |
| 스티븐스 공과대학교                          | 사립 | 뉴저지주         |      |
| 시튼 홀 대학교                               | 사립 | 뉴저지주         |      |
| 아메리칸 대학교                              | 사립 | 워싱턴 D.C.      |      |
| 아이다호 대학교                              | 공립 | 아이다호주       |      |
| 아이다호 주립 대학교                         | 주립 | 아이다호주       |      |
| 아즈사 태평양 대학교                         | 사립 | 캘리포니아주     |      |
| 아칸소 대학교 리틀록                         | 공립 | 아칸소주         |      |
| 아칸소 주립 대학교                           | 주립 | 아칸소주         |      |
| 알래스카 대학교 페어뱅크스                   | 공립 | 알래스카주       |      |
| 애리조나 주립 대학교 다운타운 피닉스 캠퍼스  | 주립 | 애리조나주       |      |
| 애크런 대학교                                | 주립 | 오하이오주       |      |
| 앨라배마 대학교 헌츠빌                       | 공립 | 앨라배마주       |      |
| 예시바 대학교                                | 사립 | 뉴욕주           |      |
| 오클랜드 대학교                              | 공립 | 미시간주         |      |
| 오하이오 대학교                              | 공립 | 오하이오주       |      |
| 올드 도미니언 대학교                         | 공립 | 버지니아주       |      |
| 와이오밍 대학교                              | 공립 | 와이오밍주       |      |
| 우스터 공과대학교                            | 사립 | 매사추세츠주     |      |
| 위치토 주립 대학교                           | 주립 | 캔자스주         |      |
| 윌리엄 & 메리 칼리지                         | 공립 | 버지니아주       |      |
| 웨스턴 미시간 대학교                         | 공립 | 미시간주         |      |
| 웨이크포레스트 대학교                        | 사립 | 노스캐롤라이나주 |      |
| 유타 주립 대학교                             | 주립 | 유타주           |      |
| 이스턴 미시간 대학교                         | 공립 | 미시간주         |      |
| 이스트 캐롤라이나 대학교                     | 공립 | 노스캐롤라이나주 |      |
| 이스트 테네시 주립 대학교                    | 주립 | 테네시주         |      |
| 인디애나 대학교 - 퍼듀 대학교 인디애나폴리스 | 공립 | 인디애나주       |      |
| 일리노이 공과대학교                          | 사립 | 일리노이주       |      |
| 일로니오 주립 대학교                         | 주립 | 일리노이주       |      |
| 잭슨 주립 대학교                             | 공립 | 미시시피주       |      |
| 조지아 서던 대학교                           | 공립 | 조지아주         |      |
| 채프먼 대학교                                | 사립 | 캘리포니아주     |      |
| 캘리포니아 대학교 머서드                     | 공립 | 캘리포니아주     |      |
| 컬럼비아 대학교 교육대학                     | 사립 | 뉴욕주           |      |
| 케네소 주립 대학교                           | 공립 | 조지아주         |      |
| 켄트 주립 대학교                             | 공립 | 오하이오주       |      |
| 콜로라도 광산 대학교                         | 공립 | 콜로라도주       |      |
| 콜로라도 대학교 콜로라도스프링스             | 공립 | 콜로라도주       |      |
| 클라크 대학교                                | 사립 | 매사추세츠주     |      |
| 클라크 애틀란타 대학교                       | 사립 | 조지아주         |      |
| 클락슨 대학교                                | 사립 | 뉴욕주           |      |
| 클레어몬트 대학원대학교                      | 사립 | 캘리포니아주     |      |
| 클리블랜드 주립 대학교                       | 주립 | 오하이오주       |      |
| 털리도 대학교                                | 공립 | 오하이오주       |      |
| 털사 대학교                                  | 사립 | 오클라하마주     |      |
| 테네시 공과대학교                            | 주립 | 테네시주         |      |
| 테네시 주립 대학교                           | 주립 | 테네시주         |      |
| 텍사스 대학교 샌안토니오                     | 공립 | 텍사스주         |      |
| 텍사스 대학교 리오 그랜드 밸리               | 주립 | 텍사스주         |      |
| 텍사스 서던 대학교                           | 주립 | 텍사스주         |      |
| 텍사스 주립 대학교                           | 주립 | 텍사스주         |      |
| 텍사스 크리스천 대학교                       | 사립 | 텍사스주         |      |
| 텍사스 A&M 대학교 코퍼스 크리스티            | 주립 | 텍사스주         |      |
| 텍사스 A&M 대학교 킹스빌                     | 주립 | 텍사스주         |      |
| 토머스 제퍼슨 대학교                         | 사립 | 펜실베니아주     |      |
| 포덤 대학교                                  | 사립 | 뉴욕주           |      |
| 포틀랜드 주립 대학교                         | 주립 | 오리건주         |      |
| 폰세 생명과학대학교                          | 사립 | 푸에르트리코     |      |
| 푸에르토리코 대학교                          | 공립 | 푸에르토리코     |      |
| 플로리다 공과대학교                          | 사립 | 플로리다주       |      |
| 플로리다 애틀랜틱 대학교                     | 주립 | 플로리다주       |      |
| 플로리다 A&M 대학교                          | 공립 | 플로리다주       |      |
| 하워드 대학교                                | 사립 | 워싱턴 D.C.      |      |
| 햄프턴 대학교                                | 사립 | 버지니아주       |      |

## 같이 보기
- 종합대학
- 대한민국의 종합대학
- 단과대학과 종합대학